# Felix Lichnovský z Voštic
Felix Maria Vincenz Andreas kníže Lichnovský z Voštic (5. dubna 1814 Vídeň – 18. září 1848 Frankfurt nad Mohanem) byl slezský šlechtic z rodu Lichnovských z Voštic, poslanec říšského sněmu a frankfurtského parlamentu.

## Život

### Dětství a mládí

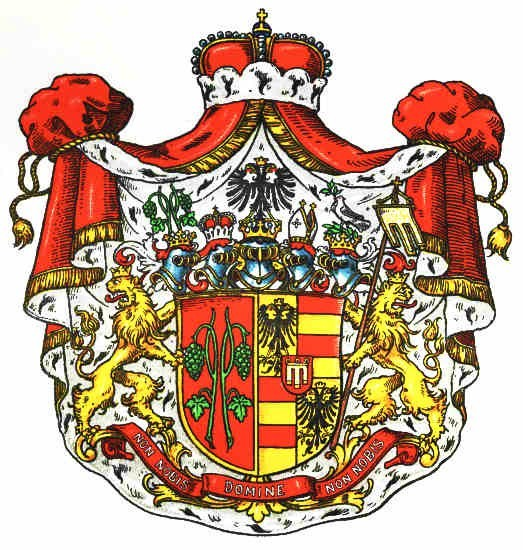
Znak Lichnovských z Voštic

Narodil se jako nejstarší syn knížete Eduarda Lichnovského z Voštic a jeho manželky Eleonory Zichy. Deset dní po jeho narození zemřel jeho dědeček Karel Alois Lichnovský z Voštic a jeho otec se tak stal dědicem celého rodinného majetku. Dětství Felix trávil střídavě ve Vídni a na zámku v Hradci nad Moravicí. Jeho vychovatelem byl Švýcar German Aymon. V letech 1825–1830 absolvoval německé gymnázium v Opavě. Poté pokračoval ve studiu práv na olomoucké univerzitě, kde se jeho průvodcem na studiích stal Franz Hein. Felix však studia ukončil v roce 1832 bez získání akademické hodnosti.
V roce 1835 nastoupil jako jednoroční dobrovolník vojenskou službu u husarského pluku č. 6 pruské armády, který měl posádku v Neustadtu (dnes Prudník). Felix nepřivykl strohému vojenskému životu a jeho vojenská služba byla provázena skandály. Po odslouženém roce proto z armády odešel a ucházel se o místo v pruských diplomatických službách. Brzy se však svými skandály v Berlíně uvedl jako nežádoucí osoba a jeho žádosti nebylo vyhověno. Situaci řešil odchodem z Německa a v březnu 1837 vstoupil ve Španělsku do vojska karlistických povstalců. V jeho rozhodnutí pravděpodobně nehrály roli idealistické pohnutky, ale jednalo se spíše o ješitnou reakci na odmítnutí své žádosti. Ve službě španělským legitimistům snad viděl i cestu jak znovu získat přízeň pruského krále Fridricha Viléma III. Současně tím vyřešil i sílící tlak věřitelů na splacení dluhů. Felixovy dluhy tak po jeho odchodu do Španělska musel řešit jeho otec.

### Karlistická válka
Felix se z Berlína vydal přes Ženevu, Montpellier a Toulouse do Bayonne ležícího u španělských hranic. Tady za pomoci baskických pašeráků přešel hranici do Španělska a 10. března dorazil do Andoain, kde se nacházel hlavní stan karlistů. Okamžitě se zapojil do vojenské akce při které byl lehce raněn na noze. Dne 12. března přijal ve vojenském táboře na audienci don Carlos, který mu udělil hodnost kapitána. Don Carlos na Felixe velmi zapůsobil. Svou odvahu mohl Lichnovský projevit v bitvě u Oriamendi ve dnech 15.–16. března, která skončila vítězstvím karlistů nad Angličany. V polovině května přijal knížete znovu don Carlos a za zásluhy v bojích jej povýšil na brigádního generála kavalérie.
| „                                                        | Jeho stav, jeho jméno a jeho příbuzenské styky, jeho laskavá osobnost spolu s mimořádným duchem a talentem otevíraly mu cestu, ve slavné bitvě u Oriamendi proti Angličanům a v několika šťastných srážkách s Esparterem a Saarsfieldem se vepsal mečem do velké knihy správných vojáků a zde si statečně vybojoval svou hodnost a dva čestné kříže. | “ |
| — baron Wilhelm von Rahden o Felixi Lichnovském z Voštic | |   |

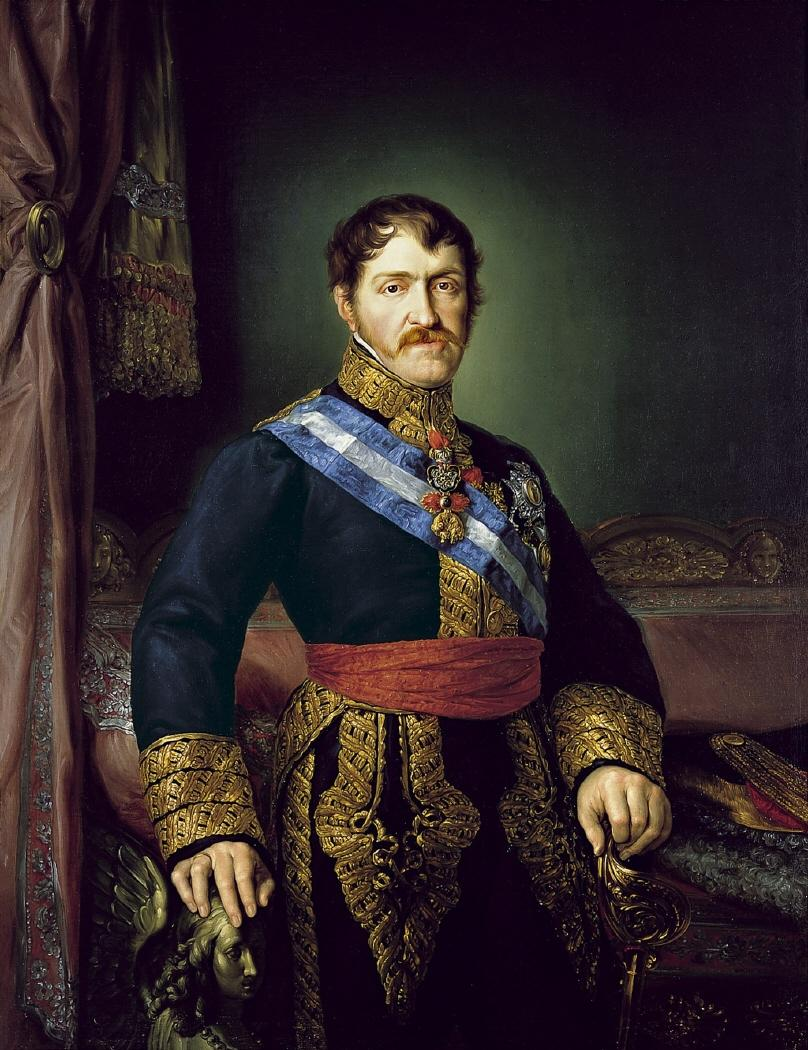
Don Carlos

Rychlý hodnostní postup Lichnovského ale vadil mnoha španělským karlistickým důstojníkům, kteří se takové přízni netěšili. Většina karlistických vojevůdců neoplývala velitelskými schopnostmi a jejich operace tvořily obvykle nesystematické útoky, které nepřinášely trvalý užitek. Situaci v karlistickém táboře ale sledoval s kritickým pohledem a netajil se svými výhradami. Protože Felix svým evropským rozhledem výrazně převyšoval většinu karlistických předáků, rozhodl se don Carlos jej využít při několika tajných misích do Francie, Itálie a Rakouska. Během nich byl několikrát zatčen Francouzi, ale vždy se mu podařilo uniknout. Na konci roku 1838 se znovu zapojil do probíhajících bojů a byl vážně raněn na noze. Po porážce karlistů opustil don Carlos 14. září 1839 Španělsko a vzdal se francouzským úřadům. Spolu s ním odešel ze Španělska i Felix Lichnovský, který se s Carlosem definitivně rozloučil o dva dny později. Žádný z dobrovolníků sloužící v karlistické armádě nedosáhl takové publicity jako Lichnovský. Postaral se o to tím, že už od roku 1838 pravidelně posílal příspěvky do v té době nejvýznamnějšího německého listu Augsburger Allgemeine Zeitung a později i knižním vydáním svých španělských vzpomínek.

### Poslancem parlamentu
Dne 1. května 1848 proběhly na Ratibořsku volby do frankfurtského parlamentu. Pro nedbalost pruské vlády, ale volby v některých obcích neproběhly a někde se jich obyvatelé nezúčastnili, protože neměli důvěru k orazítkovaným volebním lístkům. Výsledky voleb byly přesto uznány za platné a poslancem za ratibořský okres se stal Felix Lichnovský. Felix se ve stejné době snažil získat i mandát do pruského sněmu v Berlíně. Neuspěl však, když ve volbách zvítězili Peterka z Koutů a Chruszcz z Lubomi u Ratiboře.

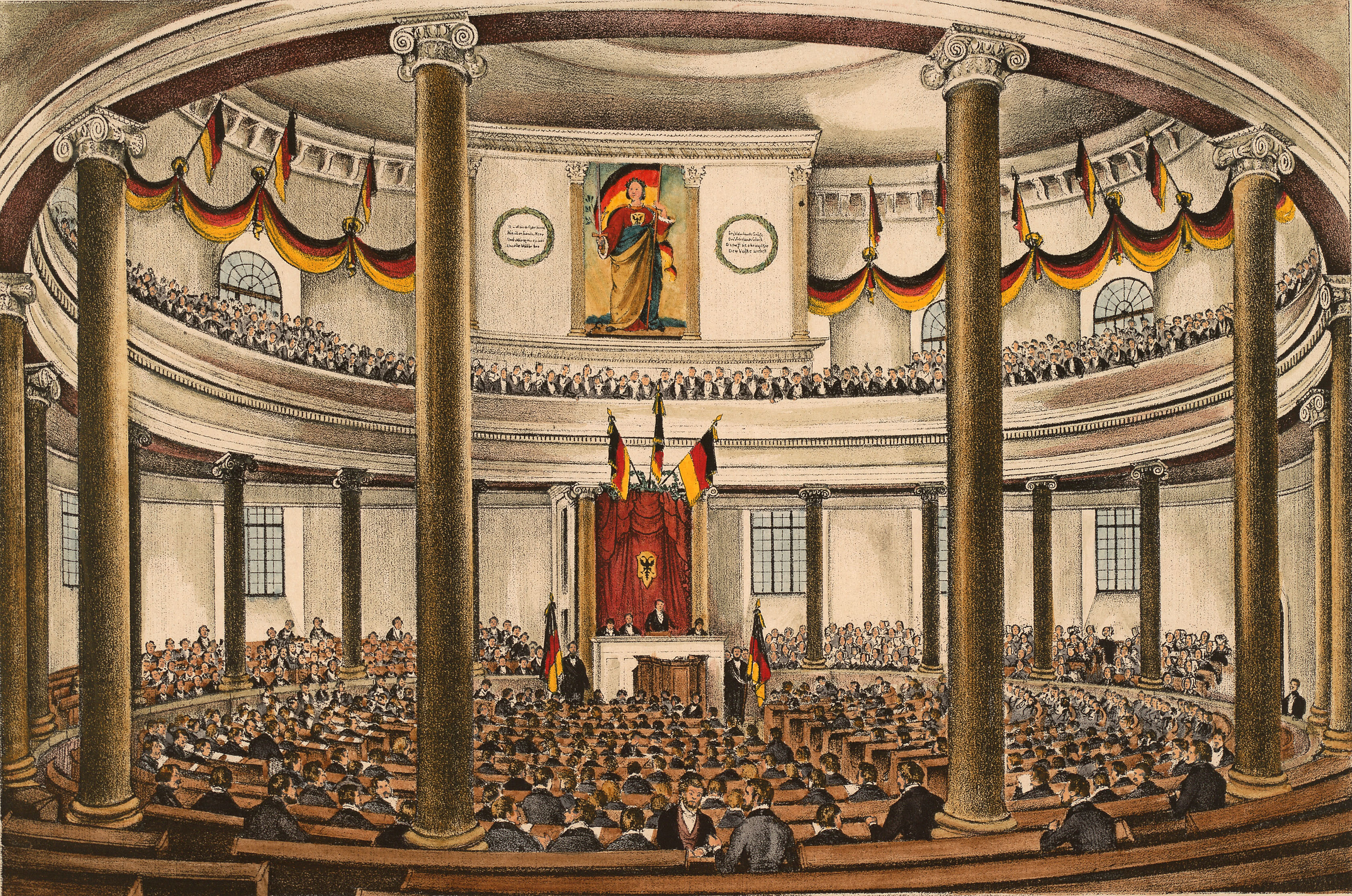
Zasedání frankfurtského parlamentu v Paulskirche

Už od léta 1848 byla na Ratibořsku organizována kampaň za odvolání Lichnovského z frankfurtského parlamentu. Mezi její organizátory patřili ratibořský obchodník Adolf Polko a kněz Cyprián Lelek. Bylo proti němu vznešeno celkem devět obvinění. Společným jmenovatelem všech obvinění byla ješitnost a egoismus opírající se o aristokratická privilegia. Na setkání 20. července 1848, kterého se zúčastnilo asi 700 zástupců z celého ratibořského okresu, bylo rozhodnuto, že Peterka a Chruszcz budou odvoláni a Lichnovskému bude vyjádřena nedůvěra. Signatářům petice adresoval Lichnovský 12. září dopis, ve kterém dal najevo, že své postoje nemíní měnit.
| „                                                                                             | Z celého srdce se vyznávám, že stojím otevřeně na straně lidu, ale Vám nepřiznávám žádné právo vydávat se za pruský lid. Jste jen jeho malá část a ostatní části myslí jinak a chtějí něco jiného. V otázce Poznaně, amnestie a šlechtictví, jakož i v ostatních otázkách, jsem hovořil a hlasoval, jak mi mé svědomí a mé přesvědčení, jimiž se řídím, přikazovaly, tedy dělat to, co je nutné a užitečné pro skutečné dobro Německa, a tedy i pro Vaše dobro. Toho se budu stále držet a nedám se zmást žádnými pokusy o ovlivňování. | “ |
| — Z dopisu Felixe Lichnovského z Voštic signatářům výzvy z Hlučínska za odvolání Lichnovského | |   |

Zároveň úředníci Felixových panství připravovali opatření proti signatářům petice. Do Dolního Benešova mělo být vysláno 50 mužů pruského vojska a Cyprián Lelek měl být přeložen z Hlučínska na jinou faru.

### Smrt a pohřeb

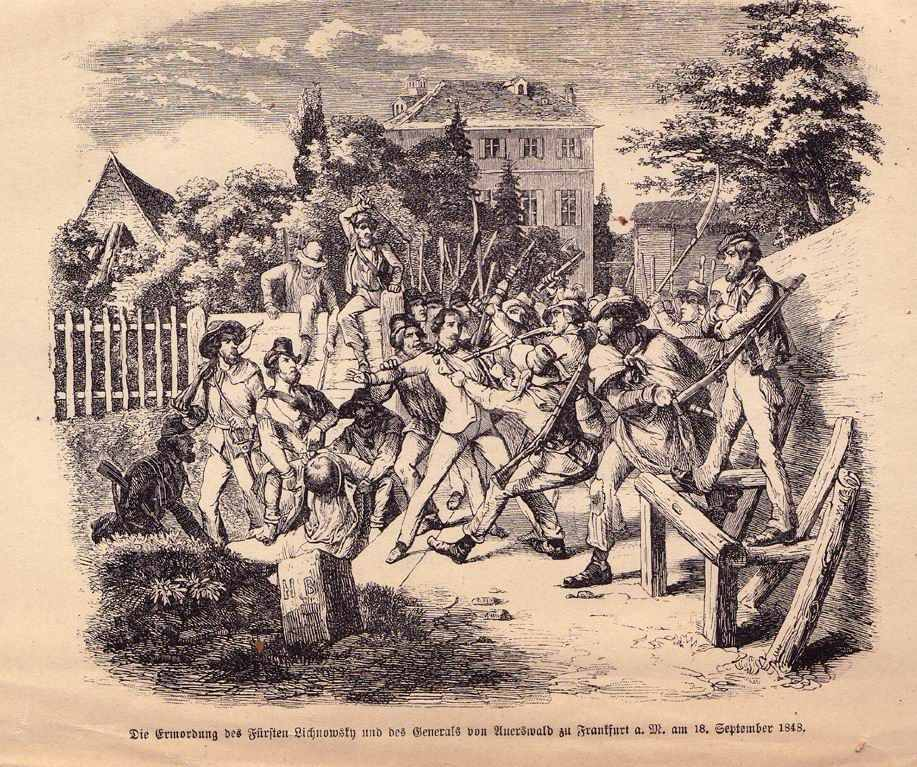
Zavraždění knížete Lichnovského a generála Auerswalda

Schválení příměří z Malmö velmi rozbouřilo veřejné mínění a vyvolalo povstání. Proti povstání zasáhla především pruská a rakouská armáda. Povstalci požadovali především rozpuštění parlamentu. Na pomoc proti povstalcům povolala vláda vojenské posily z Mohuče, přesto 18. září došlo k neúspěšnému útoku na Paulskirche, kde zasedal parlament. Lichnovský původně po jeho schválení plánoval odjet z Frankfurtu do Zaháně k Dorotee Zahaňské, ale pod dojmem rostoucího napětí ve městě své rozhodnutí změnil. V neděli 17. září totiž ve Frankfurtu vypukly pouliční bouře a do města musely být přivolány vojenské posily. Více než 2000 vojáků sice dokázalo uvolnit prostor kolem kostela sv. Pavla, ve kterém zasedal parlament, ale nedokázali proti ozbrojené přesile zabezpečit celé město. Ve tři hodiny odpoledne 18. září se Felix Lichnovský rozhodl vydat na koni na obhlídku barikád. Přidal se k němu i pruský generál Hans Adolf Erdmann von Auerswald. Oba jezdci měli také v úmyslu vyjet vstříc blížícím se württenberským dělostřelcům, aby se s nimi setkali dříve než představitelé vzbouřenců, kteří by mohli ovlivnit mužstvo. Podle některých názorů Felix údajně plánoval protirevoluční akci a pokoušel se o jakýsi průzkum.
Během obhlídky se ale oba jezdci dostali do davu pobouřených obyvatel města a po krátké potyčce a pokusu o útěk byl Auerswald zastřelen. Lichnovský se pokusil ukrýt ve sklepě jednoho z domů, ale byl rovněž dopaden, měl posloužit jako rukojmí pro případné vyjednávání. Rozzuření Frankfurťané jej ale zbili, posekali šavlí a dokonce dvakrát postřelili. Ještě živého ho dorazivší pruští vojáci převezli do nemocnice Všech svatých.
Před svou smrtí Felix ještě pořídil poslední vůli, ve které odkázal panství Hradec nad Moravicí Dorotě Zaháňské. Zemřel krátce před půlnocí 18. září 1848. Felixova matka kněžna Eleonora testament uznala a panství tak přešlo do majetku Doroty. Ta ponechala mobiliář zámku Lichnovským a o dva roky prodala Hradec Felixovu bratru Robertovi za 553 822 zlatých 51 krejcarů.
Oba zavraždění byli pohřbeni na frankfurtském hlavním hřbitově 21. září. Pohřbu se zúčastnilo velké množství prostých lidí, vojáků i duchovních různých církví. Sešla se také většina poslanců parlamentu bez rozdílu politických stran. Organizaci pohřbu i veškeré náklady převzala Dorota Zaháňská. Velké množství smutečních řečníků (mezi nimi i někteří poslanci) nešetřilo oslavnými slovy.
| „                                                   | Tady spočívají dva z nejušlechtilejších synů německé vlasti, dva neozbrojení a bezbranní, úkladně zavraždění německou rukou, protože se odvážili mluvit a hlasovat v Národním shromáždění podle svého nejlepšího vědomí a svědomí... | “ |
| — Ze smuteční řeči Wilhelma Emmanuela von Kettelera | |   |

Měsíc po pohřbu bylo Lichnovského tělo na přání rodiny exhumováno a koncem října byla převezeno do Hradce nad Moravicí. Zde bylo pohřbeno v rodinné hrobce v kostele sv. Jakuba. Zádušní mši při této příležitosti sloužil Felixův bratr Robert Lichnovský z Voštic. Felixovo srdce v kovové schránce spolu s jeho posmrtnou maskou si ale odvezla vévodkyně Zaháňská. I po Felixově smrti si rodina připomínala jeho památku v místnosti relikvií spolu s portréty vystavenými u vchodu do tzv. velkého předpokoje a v předpokoji knihovny hradeckého zámku.